# Irelandia
Irelandia là một chi rêu trong họ Hypnaceae.